# مسافری که با ستاره شمال آمد
مسافری که با ستاره شمال آمد (با نام اصلی: Pietr-le-Letton؛ پی‌یتر لتونی) نخستین کتاب از سری رمان‌های کارآگاهی ژول مگره اثر نویسنده بلژیکی ژرژ سیمنون است.